# Zygnema insigne
Zygnema insigne é uma espécie de alga pertencente à família Zygnemataceae.
A autoridade científica da espécie é Hassall, tendo sido publicada em A history of the British freshwater algae, including descriptions of the Desmideae and Diatomaceae. With upwards of one hundred plates, illustrating the various species.... pp. vol 1: [i]-viii, [i]-402, [ i , err.]; vol. 2: p. [i]-24, pl. 1-103 (55 as 'lvi'). London, Edinburgh, Paris & Leipzig: S. Highley, H. Baillière; Sunderland & Knox; J.B. Baillière; T.O. Weigel., no ano de 1845.
Trata-se de uma espécie de água doce, com registo de ocorrência em Portugal.

## Sinónimos
Possui um sinónimo homotípico, Conjugata insignis e dois sinónimos heterotípicos, Tyndaridea insignis e Zygnema insigne (Hassall) Kützing 1849.